# Федеральний комітет з відкритого ринку
Федера́льний коміте́т з відкри́того ри́нку (англ. Federal Open Market Committee (FOMC)) — комітет Федеральної резервної системи США, організований відповідно до Банківського закону 1935 року задля заміни Асоціації політики відкритого ринку (OMPC). Діє у даний момент.

## Функції
В обов'язки Комітету входить розробка монетарної політики, стимулювання одразу чотирьох направлень:
- стабільність цін
- економічного зростання
- повна зайнятість
- стійкість зовнішніх платежів та міжнародної торгівлі

Комітет займається покупкою та продажем федеральних боргових зобов'язань та цінних паперів казначейства США.

## Структура управління
Комітет складається з 12 «голосуючих» учасників, у число яких входять усі 7 членів правління ФРС, а також президенти п'яти ФРБ. При цьому глава ФРБ Нью-Йорка є членом Комітету на постійній основі, тоді як президенти 4 інших ФРБ щорічно змінюють один одного на цьому посту, так що новий представник приходить на міст свого попередника 1 січня кожного року.
Згідно із законом про ФРС США засідання FOMC повинні проходити в Вашингтоні не менше чотирьох разів на рік. На практиці з 1980 року щорічно проводиться по 8 засідань з інтервалами в 5-8 тижнів. На кожному засіданні Комітету проводиться голосування щодо розміру процентної ставки, обговорюються поточна економічна ситуація, напрямок грошової-кредитної політики і т. д. Через три тижні після кожного засідання на сайті FOMC публікуються протоколи з основними результатами засідання. На кожному з регулярних засідань FOMC проводить голосування з питань монетарної політики, яка буде здійснюватися в інтервалі між засіданнями. Не менше двох разів на рік Комітет також проводить голосування за напрямками довгострокової стратегії щодо найважливіших показників економіки, ринку праці, інфляції, а також грошової маси і державного боргу. Число присутніх на засіданнях FOMC обмежена через конфіденційність обговорюваної інформації.
Рада керуючих ФРБ в 2017 році:
- Джанет Єллен (англ. Janet Yellen), Голова
- Лаель Брейнард (англ. Lael Brainard)
- Стенлі Фішер (англ. Stanley Fischer)
- Джером Пауелл (англ. Jerome H. Powell)

## Операції на відкритому ринку
Операції з рахунками на відкритому ринку виробляє ФРБ Нью-Йорка. Зазвичай здійснюється три види угод, залежно від цілей ФРС:
- Короткострокові угоди з купівлі цінних паперів з подальшим їх викупом власником — використовується ФРС для того, що б тимчасово збільшити резерви банківської системи. Такі угоди найчастіше відбуваються торговою палатою США. ФРС укладає договір з банком про купівлю у нього цінних паперів, але за договором банк зобов'язується викупити ці цінні папери назад в певний термін.

- Угода про продаж і зворотну покупку цінних паперів — використовується, якщо ФРС необхідно зменшити кошти, доступні для кредитування. Між банком і ФРС укладається договір, за яким ФРС продає банку цінні папери, але в певний день викуповує їх назад.

- Остаточна купівля або продаж цінних паперів — використовується набагато рідше. При таких угодах немає зобов'язань про подальший викуп цінних паперів або їхній обов'язковий подальший продаж, тому вплив таких угод на обсяг коштів в банківській системі довгостроково. Такі операції використовуються, якщо існує довгострокова необхідність збільшення обсягу коштів в банківській системі.

## Критика FOMC
Комісія з цінних паперів і бірж не провела жодного великого розслідування діяльності інвестиційних банків під час формування фінансової бульбашки.